# Puebla de Arganzón (kommun i Spanien)
Puebla de Arganzón är en kommun i Spanien.   Den ligger i provinsen Provincia de Burgos och regionen Kastilien och Leon, i den norra delen av landet, 270 km norr om huvudstaden Madrid. Antalet invånare är 534.